# Mariner 6 i 7

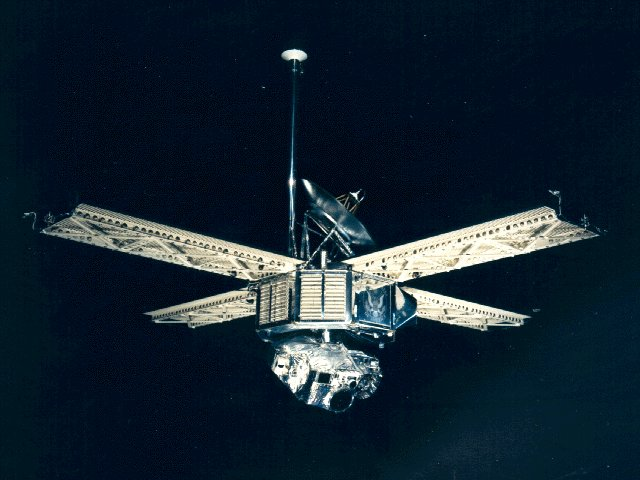
Sonda misji Mariner 6 i 7

Mariner 6 i 7 (pol. Żeglarz 6. i 7.) – podwójna bezzałogowa misja kosmiczna do Marsa. Sondy zostały wystrzelone przez amerykańską agencję kosmiczną NASA. Jako pierwsze przesłały na Ziemię dobre jakościowo zdjęcia powierzchni tej planety. Najmniejsze fragmenty, jakie można było zaobserwować w czasie największego zbliżenia do Marsa, miały rozmiar około 100 m. Oba obiekty przekazały łącznie około 200 zdjęć obejmujących równikową strefę planety oraz jej południowe rejony. Wykonały także obserwacje atmosfery Marsa i wykonano pomiary temperatury powierzchni.
Dane techniczne: średnica kadłuba 1,4 m, maksymalna 10,2 m, wysokość 3,3 m, masa aparatury naukowej 59 kg, najmniejsza odległość od planety 3428 km (Mariner 6), 3200 km (Mariner 7). 
Start: 
- Mariner 6 - 24 lutego 1969
- Mariner 7 - 27 marca 1969

Przylot do Marsa:
- Mariner 6 - 31 lipca 1969
- Mariner 7 - 5 sierpnia 1969

Masa: 413 kg każdy
Instrumenty naukowe: Szeroko- i wąskokątne kamery z cyfrowymi taśmami do nagrywania danych, spektrometr na podczerwień i radiometr, spektrometr ultrafioletowy. Program badań Marsa objął 6 uzupełniających się doświadczeń: uzyskanie obrazów powierzchni w świetle widzialnym, pomiar temperatur powierzchniowych, badania promieniowania podczerwonego i nadfioletowego, badania rozchodzenia się fal radiowych pasma S w bezpośrednim sąsiedztwie Marsa (doświadczenie okultacyjne) oraz pomiary z zakresu mechaniki nieba.
Zdjęcia powierzchni: Pierwsze obrazy Marsa zostały wykonane przez aparaturę Marinera 6 z odległości 1 232 000 km. Zdjęcia były wykonywane do chwili, gdy próbnik znalazł się w odległości 724 000 km od powierzchni planety. Cała ta seria obejmowała 33 obrazy, które zostały przesłane na Ziemię. W tym czasie odległość Ziemi od Czerwonej planety wynosiła 93 mln km. Wykonane zostały jeszcze 2 serie zdjęć w okresie największego zbliżenia do planety - było ich razem 41. Łączna liczba zdjęć dostarczonych przez Marinera wyniosła 74. Mariner 7 wykonał i przekazał w sumie 126 zdjęć. Zdjęcia ujawniły istnienie dużej liczby kraterów o różnych rozmiarach.